# Daniel Paul Arulswamy
Daniel Paul Arulswamy (* 5. September 1916 in Viragalur, Maharashtra, Indien; † 12. Oktober 2003) war ein indischer Geistlicher und Bischof von Kumbakonam.

## Leben
Daniel Paul Arulswamy empfing am 24. August 1944 das Sakrament der Priesterweihe.
Am 5. Mai 1955 ernannte ihn Papst Pius XII. zum Bischof von Kumbakonam. Der Erzbischof von Pondicherry und Cuddalore, Auguste-Siméon Colas MEP, spendete ihm am 21. September desselben Jahres die Bischofsweihe; Mitkonsekratoren waren der Bischof von Salem, Venmani Selvanather, und der Bischof von Tanjore, Rajarethinam Arokiasamy Sundaram.
Am 16. August 1988 trat Daniel Paul Arulswamy als Bischof von Kumbakonam zurück.